# Дейн-Прери (тауншип, Миннесота)
Дейн-Прери (англ. Dane Prairie) — тауншип в округе Оттер-Тейл, Миннесота, США. На 2000 год его население составило 892 человека.

## География
По данным Бюро переписи населения США площадь тауншипа составляет 92,7 км², из которых 80,9 км² занимает суша, а 11,8 км² — вода (12,69 %).

## Демография
По данным переписи населения 2000 года здесь находились 892 человека, 359 домохозяйств и 282 семьи.  Плотность населения —  11,0 чел./км².  На территории тауншипа расположено 479 построек со средней плотностью 5,9 построек на один квадратный километр. Расовый состав населения: 99,22 % белых, 0,11 % афроамериканцев, 0,45 % азиатов и 0,22 % приходится на две или более других рас.
Из 359 домохозяйств в 29,0 % воспитывались дети до 18 лет, в 74,1 % проживали супружеские пары, в 2,2 % проживали незамужние женщины и в 21,4 % домохозяйств проживали несемейные люди. 18,4 % домохозяйств состояли из одного человека, при том 6,7 % из — одиноких пожилых людей старше 65 лет. Средний размер домохозяйства — 2,48, а семьи — 2,85 человека.
22,5 % населения — младше 18 лет, 4,9 % — в возрасте от 18 до 24 лет, 24,2 % — от 25 до 44, 33,7 % — от 45 до 64, и 14,6 % — старше 65 лет. Средний возраст — 44 года. На каждые 100 женщин приходилось 105,1 мужчин.  На каждые 100 женщин старше 18 приходилось 106,9 мужчин.
Средний годовой доход домохозяйства составлял 47 232 доллара, а средний годовой доход семьи —  52 426 долларов. Средний доход мужчин —  34 750  долларов, в то время как у женщин — 23 611. Доход на душу населения составил 22 630 долларов. За чертой бедности находились 1,1 % семей и 3,2 % всего населения тауншипа, из которых 13,5 % старше 65 лет.